# Baltar (Mellid)
Baltar (llamada oficialmente Santiago de Baltar) es una parroquia del municipio de Mellid, en la provincia de La Coruña, Galicia, España.

## Entidades de población
Entidades de población que forman parte de la parroquia:
- Baltar
- Eixe de Lamas
- Picho (O Picho)
- O Ribeiro
- Piñeiros

## Despoblados
- Eirexe
- Fungueirada (A Fogueirada)

## Demografía
| Gráfica de evolución demográfica de Baltar entre 2000 y 2021 |
|                                                              |
| Población de derecho según el padrón municipal del INE       |